# Marie Stiborová
Marie Stiborová (2. února 1950 Praha – 13. února 2020) byla česká vysokoškolská pedagožka a bývalá politička, za normalizace a v 90. letech 20. století poslankyně České národní rady a Poslanecké sněmovny za KSČ, později za KSČM a pak za Levý blok, jemuž předsedala.

## Biografie
Vystudovala obor chemie na Přírodovědecké fakultě Univerzity Karlovy v Praze (1974), kde také absolvovala vědeckou aspiranturu (kandidátka chemických věd v r. 1978). V roce 1987 získala titul docentky v oboru biochemie. Od poloviny 80. let působila jako odborná asistentka na Přírodovědecké fakultě UK v Praze (katedra ochrany životního prostředí, později katedra biochemie). V roce 1990 ji svým členem-korespondentem jmenovala Evropská akademie věd, umění a humanit v Paříži. Spolupracovala od r. 1989 s Německým centrem výzkumu rakoviny (DFKZ) v Heidelbergu. Zaměřovala se na výzkum biochemie nádorového bujení způsobeného chemickými karcinogeny. V roce 2002 se habilitovala a zastávala funkci docentky na katedře biochemie, v roce 2007 se stala profesorkou lékařské chemie a biochemie (na Univerzitě Palackého v Olomouci). V té době pracovala po dvě funkční období jako vedoucí katedry biochemie na PřF UK. Byla po více než desetiletí členkou výboru České společnosti pro biochemii a molekulární biologii. Její vědecká práce (více než 440 publikací, h-index 49) byla oceněna v r. 2018 udělením mimořádné podpory UK "Donatio", v r. 2020 udělením Pamětní medaile Přírodovědecké fakulty UK a Zlaté medaile UK (vzhledem k úmrtí jí již nemohly být předány). Byla vdaná, měla dvě děti.
Členkou Komunistické strany Československa byla od roku 1976. Ve volbách v roce 1986 byla zvolena do České národní rady za KSČ. V politice se udržela i po sametové revoluci. Jako členka Městského výboru KSČ se zapojila do politických a personálních změn v komunistické straně a již 21. listopadu 1989 se účastnila mimořádného zasedání MV KSČ. Ve svobodných volbách v roce 1990 byla znovu zvolena do České národní rady za KSČ (respektive za její českou část KSČM). Opětovně se do ČNR dostala ve volbách v roce 1992, nyní za koalici Levý blok, kterou tvořila KSČM a menší levicové hnutí Demokratická levice (kandidovala na prvním místě za volební obvod Praha). Zasedala v zahraničním výboru.
Na 2. řádném sjezdu KSČM konaném v Kladně kandidovala na post předsedkyně strany, ale nebyla zvolena. V lednu 1993 ji koalice Levý blok navrhla na post prezidentky České republiky. Zúčastnila se volby 26. ledna 1993 a získala 49 hlasů (klub LB měl 33 členů), prezidentem byl zvolen Václav Havel.
Od vzniku samostatné České republiky v lednu 1993 byla ČNR transformována na Poslaneckou sněmovnu Parlamentu České republiky. Zde zasedala do konce funkčního období parlamentu, tedy do voleb v roce 1996. Během volebního období 1992-1996 spoluzaložila stranu Levý blok (skupina reformní levice, která po rozpadu koalice Levý blok přijala název této střechové platformy a v parlamentu působila nezávisle na KSČM). V říjnu 1993 ji proto KSČM vyloučila z Rady Levého bloku (myšlena koalice Levý blok, v níž komunisté stále ještě zasedali). V letech 1992-1996 byla místopředsedkyní poslaneckého klubu Levého bloku (zpočátku jako koalice LB pak klubu samostatné strany LB).
Po vzniku strany Levý blok se v roce 1993 stala první předsedkyní tohoto subjektu. V únoru 1995 ji na tomto postu ovšem vystřídal dosavadní místopředseda strany Jaroslav Ortman. V sněmovních volbách roku 1996 Levý blok neuspěl. A když úspěch nepřinesly ani volby do senátu na podzim 1996, dal Ortman svou předsednickou funkci k dispozici. Předsedou strany ale ještě dočasně zůstal. V březnu 1997 se Marie Stiborová vrátila na post předsedkyně strany. V této funkci v červnu 1997 provedla sloučení Levého bloku s další reformně postkomunistickou stranou, Strana demokratické levice, čímž vznikl subjekt Levý blok - Strana demokratické levice, jehož předsedkyní Stiborová zůstala. V prosinci 1997 se tato strana přejmenovala na Stranu demokratického socialismu. Tehdy Stiborovou v čele formace nahradil Vasil Mohorita.
Stiborová dala podle svých slov přednost vědecké práci. Počátkem 21. století působila Prof. RNDr. Marie Stiborová, DrSc. jako vedoucí Katedry biochemie na Přírodovědecké fakultě UK v Praze. Je prezentována ve Stanfordském celosvětovém seznamu 2 % nejcitovanějších vědců (úhrnně za celou jejich kariéru).